# Trenes populares
Los trenes populares fueron un servicio de trenes suburbanos existente en Santiago de Chile entre 1965 y 1979.

## Historia
Los primeros trenes populares circularon el 4 de febrero de 1965, inicialmente entre las estaciones Alameda y Lo Espejo con una tarifa de 10 centésimos de escudo —ese mismo año fueron extendidos hacia Mapocho por el norte (el 5 de marzo) y San Bernardo por el sur—, y para los cuales se habilitaron paraderos, que no siempre correspondían a estaciones ya establecidas, y que no contaban con boleterías. Circulaban de lunes a viernes (excepto festivos) y en horarios específicos en la mañana y en la tarde. En el mismo tiempo también se habilitaron otros servicios de trenes populares que tuvieron corta duración, como el caso del servicio entre Alameda y Ñuñoa, el cual fue suprimido el 6 de junio de 1966. También se establecieron trenes populares en los tramos Concepción-Lota, Temuco-Freire y Llay Llay-San Felipe.
En su época de máxima extensión las detenciones del tren popular eran: Mapocho, Bulnes, Yungay, Alameda, Departamental, Dávila Carson, Pedro León Ugalde, Lo Espejo, Tres Marcos, Chena, Santa Marta y San Bernardo. En 1965 el servicio tuvo un uso promedio de 439,8 pasajeros por tren, con un total de 3518,4 pasajeros diarios.
Los servicios de los trenes populares fueron suprimidos en 1979 debido a la baja rentabilidad y el proceso de reorganización que se vivía en la Empresa de los Ferrocarriles del Estado. Once años después, en 1990, los servicios de trenes suburbanos retornaron a Santiago con la creación del Metrotren.

## Servicios
(En cursiva indica paraderos)
| - Mapocho-San Bernardo: - Mapocho - Bulnes - Quinta Normal - Yungay - Alameda - Departamental - Dávila Carson - Lincoln - Pedro León Ugalde - Lo Espejo - Tres Marcos - Chena - Santa Marta - San Bernardo | - Alameda-Ñuñoa: suprimido el 6 de junio de 1966. - Alameda - San Diego - Ñuñoa - Llay Llay-San Felipe - Concepción-Lota - Temuco-Freire |